# Heterostegane subfasciata
Heterostegane subfasciata är en fjärilsart som beskrevs av W. Warren 1899. Heterostegane subfasciata ingår i släktet Heterostegane och familjen mätare. Inga underarter finns listade i Catalogue of Life.